# Rafael Ramazotti de Quadros
Rafael Ramazotti de Quadros (nacido el 8 de septiembre de 1988) es un futbolista brasileño que se desempeña como delantero.
Jugó para clubes como el Palmeiras, Santo André, Gil Vicente, Avispa Fukuoka, FC Zürich, Gainare Tottori y FC Juárez.

## Trayectoria

### Clubes
| Club            | País     | Año         |
| --------------- | -------- | ----------- |
| Palmeiras       | Brasil   | 2005 - 2008 |
| Juventus        | Brasil   | 2008        |
| Ipitanga        | Brasil   | 2009        |
| União São João  | Brasil   | 2009        |
| Santo André     | Brasil   | 2009 - 2011 |
| Gil Vicente     | Portugal | 2010 - 2011 |
| Avispa Fukuoka  | Japón    | 2011        |
| FC Zürich       | Suiza    | 2012        |
| Gil Vicente     | Portugal | 2012        |
| Bragantino      | Brasil   | 2013        |
| Passo Fundo     | Brasil   | 2014        |
| ASA             | Brasil   | 2014        |
| Gainare Tottori | Japón    | 2014        |
| Brunei DPMM FC  | Brunéi   | 201 - 2017  |
| PKNS FC         | Malasia  | 2018        |
| FC Juárez       | México   | 2019        |